# Відеха
Відеха — стародавня держава в північній Індії. Відома також як Майтіла або Турабхукті. Столиця — місто Мітхіла.

## Історія
Індійський історик Райчаудхурі припускає, що царство існувало з XIV до VIII ст. до н. е., тоді як американський індолог М. Вітцель — з XI по VIII ст. до н. е.
Заснована Джанакою, персонажем із давньоіндійського епосу «Рамаяна», з клану відехів. Сіта, принцеса з Відехи, одружується з Рамою, зміцнюючи союз між царствами Кошали і Відехи.
Наприкінці раннього ведичного періоду стає одним із головних політичних центрів разом з Куру і Панчала. У пізньому ведичному періоді (бл. 550 до н. е.) стала частиною магаджанапади Вадджі.

## Територія
Основні землі розташовувалися в межах регіону Майтіла, частково охоплювала історичний регіон Мадхеш в Непалі, і північну частину штату Біхар. Згідно з текстами «Рамаяни» столицею царства Відеха було місто Мітхіла, яке розташовувалося за різними гіпотезами на місці Джанакпура (у сучасному Непалі) або Баліраджґада (округ Мадхубані, штат Біхар).

## Устрій
Мала статус джанапади — монархічної політичної системи державного рівня з елементами військової демократії. У різних ведичних текстах викладаються описи царської династії та традиції філософів-царів, які зрікаються матеріального життя. Ймовірно існувала подібна традиція при досягненні певного віку, що є збереженням практик періоду вождіств і племінної демократії.

## Культура
У творах «Брахмани» і «Бріхадараньяка-упанішада» Джанака згадується як великий філософ-правитель Відехи, відомий своїм заступництвом ведійській культурі та філософії, чий двір був інтелектуальним центром для таких ріші. Ведична школа Айтарейніса, ймовірно, перемістилася у Відеху наприкінці ведичного періоду.
Цар Німі (Намі) займає 21 місце у переліку 24 тіртханкарів джайнізму.